# Aguja Jovellanos
La aguja Jovellanos está enclavada en el macizo Occidental de los Picos de Europa o Cornión, en la provincia de León.
- Datos: Q5660411